# Elisabeth Gottschalk
Marie Karoline Elisabeth Gottschalk (* 28. Oktober 1912 in Mönchengladbach; † 14. September 1989 in Amsterdam) war eine niederländische historische Geographin aus Deutschland.
Gottschalk arbeitete als Erdkundelehrerin in Margraten, Helmond und Oostburg. Der spätere Professor für Physische Geographie Jan Pieter Bakker weckte bei ihr das Interesse für die historische Geographie von Zeeland. 1958 wurde sie zur wissenschaftlichen Mitarbeiterin für historische Geographie in Utrecht und 1962 an der Universiteit van Amsterdam ernannt.
Sie war als historische Geographin auf die niederländischen Küstengebiete und Hochwässer spezialisiert.
Sie wurde Dozentin für historische Geographie an der Universiteit van Amsterdam. 1977 wurde sie pensioniert. Gottschalk hat die historische Geographie in den Niederlanden weiter ausgebaut und hat die Ernennung von zwei Professoren in Amsterdam und Wageningen (1980 und 1988) vorbereitet. So wurde Chris de Bont, der Professor in Wageningen, von Gottschalk ausgebildet.

## Veröffentlichungen (Auswahl)
- Historische geografie van westelijk Zeeuws-Vlaanderen. Deel 1: Tot de Sint-Elisabethsvloed van 1404, Assen, Van Gorcum, 1955 (Dissertation); Deel 2: Van het begin der 15e eeuw tot de inundaties tijdens de tachtigjarige oorlog, Assen, Van Gorcum, 1958 (Sociaal geografische studies, nr. 3). Tweede uitgave: Dieren, De Bataafsche Leeuw, 1983, 2 delen.
- Historische geografie in theorie en praktijk (1964).
- Stormvloeden en rivieroverstromingen in Nederland. Deel I: de periode vóór 1400, Assen, Van Gorcum, 1971, xx + 584 S. (Sociaal geografische studies, nr. 10) ISBN 90-232-0717-3; Deel II: de periode 1400–1600, Assen, Van Gorcum, 1975, xvi + 896 S. (Sociaal geografische studies, nr. 13) ISBN 90-232-1193-6; Deel III: de periode 1600–1700, Assen/Amsterdam, Van Gorcum, 1977, xvi + 474 S. (Sociaal geografische studies, nr. 14) ISBN 90-232-1491-9.
- 'De Sint Elisabethsvloed. De legendarische stormramp van 1421' (in Spiegel Historiael, 1971).
- Transgressies en occupatiegeschiedenis in de kustgebieden van Nederland en België. Transgressions and the history of settlement in the coastal areas of Holland and Belgium. Colloquium Gent 5–7 september 1978. Handelingen/Proceedings, Gent, 1980, 332 S. (Belgisch Centrum voor Landelijke Geschiedenis, publikatie n° 66). (Wetenschappelijk uitgever, samen met Adriaan Verhulst).
- De Vier Ambachten en het Land van Saaftinge in de Middeleeuwen. Een historisch-geografisch onderzoek betreffende Oost Zeeuws-Vlaanderen c.a., Assen, Van Gorcum, 1984, xiv + 590 S. (Sociaal geografische studies, nr. 15) ISBN 90-232-2039-0